# Vikipalu
Vikipalu – wieś w Estonii, w prowincji Harju, w gminie Anija. Zamieszkana przez 60 osób (stan na 31.12.2013).
W Vikipalu znajduje się przystanek kolejowy Lahinguvälja na linii Tallinn – Narwa.